# Jan Wróbel
Jan Konrad Wróbel (ur. 27 listopada 1964 w Warszawie) – polski dziennikarz, publicysta, felietonista, nauczyciel, historyk.

## Życiorys
W 1988 ukończył studia historyczne na Wydziale Historycznym Uniwersytetu Warszawskiego. Rok później został współzałożycielem i nauczycielem I Społecznego Liceum Ogólnokształcącego w Warszawie. Był wówczas związany z Ruchem Młodej Polski. W latach 2005–2014 pełnił funkcję dyrektora tej szkoły.
Od 1999 pełnił funkcję zastępcy redaktora naczelnego dziennika „Życie”. Pracował w redakcji tygodnika „Nowe Państwo”, „Dziennika Polska-Europa-Świat” oraz „Europy” (wtedy dodatku najpierw do „Faktu”, a potem „Dziennika Polska-Europa-Świat”), w której był pierwszym sekretarzem redakcji. Publikował we „Frondzie” i „Newsweeku”. W latach 2007–2018 był jednym z prowadzących przegląd prasy w Dzień dobry TVN. Od listopada 2008 do maja 2009 pełnił funkcję redaktora naczelnego serwisu Redakcja.pl. W latach 2010–2020 był felietonistą tygodnika „Wprost”. Od października 2010 jest stałym felietonistą „Dziennika Gazety Prawnej”. Występował jako ekspert w 2010 roku w teleturnieju Milionerzy. Od maja 2010 do kwietnia 2025 prowadził wtorkowe wydania audycji Poranek Radia Tok FM.
Od marca do czerwca 2012 wraz z Tadeuszem Moszem prowadził na antenie TVP1 program publicystyczny Kto za to zapłaci?. Od 30 czerwca 2014 do 1 września 2016 wraz z Romanem Kurkiewiczem prowadził na antenie TVN24 program Dwie prawdy. W maju 2024 został stałym felietonistą „Tygodnika Solidarność" i potralu internetowego tysol.pl. 
W wyborach parlamentarnych w 1993 bez powodzenia ubiegał się o mandat poselski w okręgu warszawskim z listy Katolickiego Komitetu Wyborczego „Ojczyzna”. Był doradcą i autorem wielu przemówień premiera Jerzego Buzka.
W sierpniu 2009 został prezesem klubu sportowego Bednarska.
Jego żoną jest Ewa Wróbel.

## Publikacje
Podręczniki historii do liceum
- Odnaleźć przeszłość (2002 i późn.)
- Zrozumieć przeszłość: program nauczania historii w liceum ogólnokształcącym, liceum profilowanym i technikum: kształcenie w zakresie podstawowym (2003)

Książki
- Jak przetrwać w szkole i nie zwariować (2010)
- Zbrodnia doskonała (2011)
- Historia Polski 2.0: Polak, Rusek i Niemiec…, czyli jak psuliśmy plany naszym sąsiadom (2015)
- Polak potrafi, Polka też… czyli O tym, ile świat nam zawdzięcza (2015)
- Nie było telefonów? O córkach, ojcach i wynalazkach (2018)
- Grunwald 1410: świętością nie wygrasz (2020)